# 7. W obronie Lwowa
7. W obronie Lwowa – gra planszowa z fabułą opartą na obronie Lwowa przed atakiem sowieckiej kawalerii w 1920 r. podczas wojny polsko-bolszewickiej.

## Historia
Autorami gry są Tomasz Ginter i Karol Madaj. Gra została zaprezentowana w 95. rocznicę obrony Lwowa, jest ostatnią grą z lotniczej trylogii planszówek opracowanej w IPN (303 i 111 – Alarm dla Warszawy). Zadaniem jednego z graczy jest obrona Lwowa, drugi gracz dowodzi oddziałami 1. Armii Konnej atakującej to miasto. Agresor oddziałuje wojskami lądowymi, natomiast obrońca ma do dyspozycji wyłącznie lotnictwo. Odpowiada to realiom historycznym wojny polsko-bolszewickiej kiedy to Wojsko Polskie dysponowało całkowitą przewagą powietrzną nad oddziałami rosyjskimi.

## Rozgrywka
Gra jest przeznaczona dla dwóch graczy. Zadaniem agresora jest zdobycie miasta w ciągu maksymalnie ośmiu rund. W każdej z rund wojska sowieckie mogą wykonać ruch dwoma z dziesięciu oddziałów kawalerii. Strona polska ma prawo do czterech ruchów podczas każdej z rund, dysponuje trzema jednostkami. Polskie lotnictwo oddziałuje na wroga poprzez bombardowanie ale też poprzez efekty psychologiczny polegający na przelatywaniu nad jednostkami wroga. O skuteczności akcji podjętej przez gracza decyduje wynik rzutu kostką. Ponadto na korzyść strony agresora działa fakt, że samolot atakujący oddział kawalerii na 1/6 szansy na odniesienie uszkodzenia. Utrudnieniem dla strony atakującej jest konieczność przekroczenia Bugu z wykorzystaniem brodów oznaczonych na planszy. Po wejściu na bród oddział musi się zatrzymać.
W wariancie zaawansowanym strona sowiecka otrzymuje żeton komisarza, który pozwala wykonać raz na grę dodatkowy ruch o jedno pole. Ponadto w jednym z oddziałów agresora pojawia się dowódca, który sprawia, że punkty zdobyte przez jego oddział są mnożone przez 3, co znacznie wpływa na końcowy wynik rozgrywki. Obrońca nie wie, do którego oddziału jest dodany dowódca.
Gra jest dostępna on-line na portalu Gry IPN: www.gry.ipn.gov.pl. W ramach Polonijnego Turnieju Gier Planszowych IPN im. Misia Wojtka prowadzone są również rozgrywki z wykorzystaniem gry 7. W obronie Lwowa.

## Zawartość pudełka z grą
Opakowanie zawiera:
- instrukcja do gry oraz opracowanie historyczne (wersja polska, angielska i ukraińska),
- plansza do gry z 106 heksagonalnymi polami,
- 10 żetonów pułków sowieckiej kawalerii,
- 3 dwustronne żetony polskich samolotów (rewers służy do oznaczenia samolotu uszkodzonego),
- 1 kość strzału,
- 12 znaczników strzału lub bomb,
- 1 wskaźnik upływu czasu,
- 1 żeton sowieckiego komisarza (dla trybu zaawansowanego),
- 10 żetonów z numerami pułków (dla trybu zaawansowanego).